# Hortus Musicus
Pour les articles homonymes, voir Hortus (homonymie).

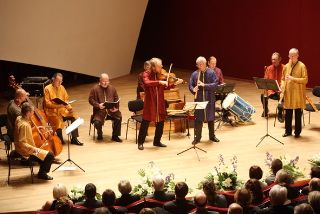
Hortus Musicus (Luxembourg, 2008).

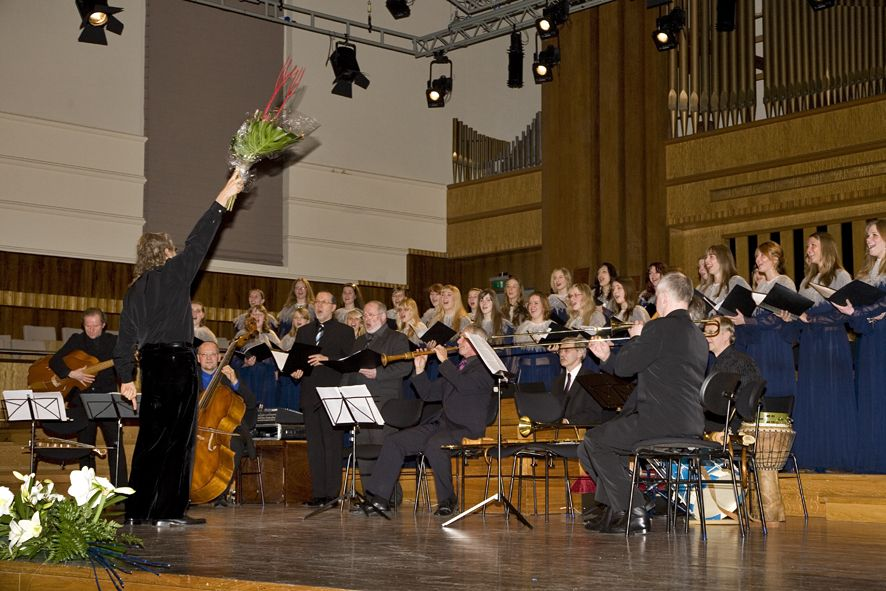
Hortus Musicus, Ellerhein (Bruxelles, 2008).

Hortus Musicus est un ensemble musical estonien fondé en 1972 par Andres Mustonen.

## Présentation
Hortus Musicus est fondé en 1972 . Basé à Tallinn, l'ensemble se consacre principalement à la musique médiévale, de l'époque gothique en particulier.
À partir de 1977, la collection d'instruments des musiciens a été enrichie par un luthier estonien, Felix Villak, qui a notamment construit des répliques de violes de gambe anciennes, tandis que les instruments à vent sont acquis au gré des tournées de l'ensemble. Aujourd'hui, la formation dispose d'une centaine d'instruments du Moyen Âge, de la Renaissance et de l'époque baroque.
À compter de 1988, Hortus Musicus dispose de son propre lieu de répétition dans une ancienne tour du XVe siècle, où se déroule une série de concerts : la Väravatorn.
L'effectif de l'ensemble varie entre douze et quinze chanteurs et instrumentistes, se produisant souvent en costumes historiques et pratiquant quelques incursions dans le domaine de la musique contemporaine lorsque celle-ci fait écho à leur cœur de répertoire, notamment certaines œuvres d'Arvo Pärt.
Le directeur artistique d'Hortus Musicus est Andres Mustonen.

## Discographie sélective
- Ave...! chez Erdenklang (2005)
- Medieval Renaissance chez Erdenklang
- Maypole chez Erdenklang
- Vuestros Amores, He Señora chez Erdenklang
- France and Italy – Secular music of the 12th–14th Centuries chez Melodiya (1978)
- Francesco Landino – Ballate, madrigali, caccia chez Melodiya (1975)
- Grigorian chorale – Early polyphony chez Melodiya (1974)
- 1200-1600 Medieval - Renaissance chez Erdenklang (1989)
- Gregorianische Choräle - Plainchants chez Erdenklang (1994)
- Ave... chez Estonian Record Productions (2005)
- Jerusalem chez Estonian Record Productions (2018)
- canto:) chez Estonian Record Productions (2018)
- Peeter Vähi: 2000 Years After the Birth of Christ chez Antes Edition Classics (2005)
- Peeter Vähi: 2000 Years After the Birth of Christ chez Forte (2005)
- Peeter Vähi: To His Highness Salvador D. chez Antes Edition Classics (1997)
- Early Music of 3rd Millennium chez Estonian Record Productions (2011)
- Messe de... Carmina Burana chez Estonian Record Productions (2020)
- Hommage à brillance de Lune chez Estonian Record Productions (2020)